# Zespół kapliczek słupowych na Winiarach w Poznaniu

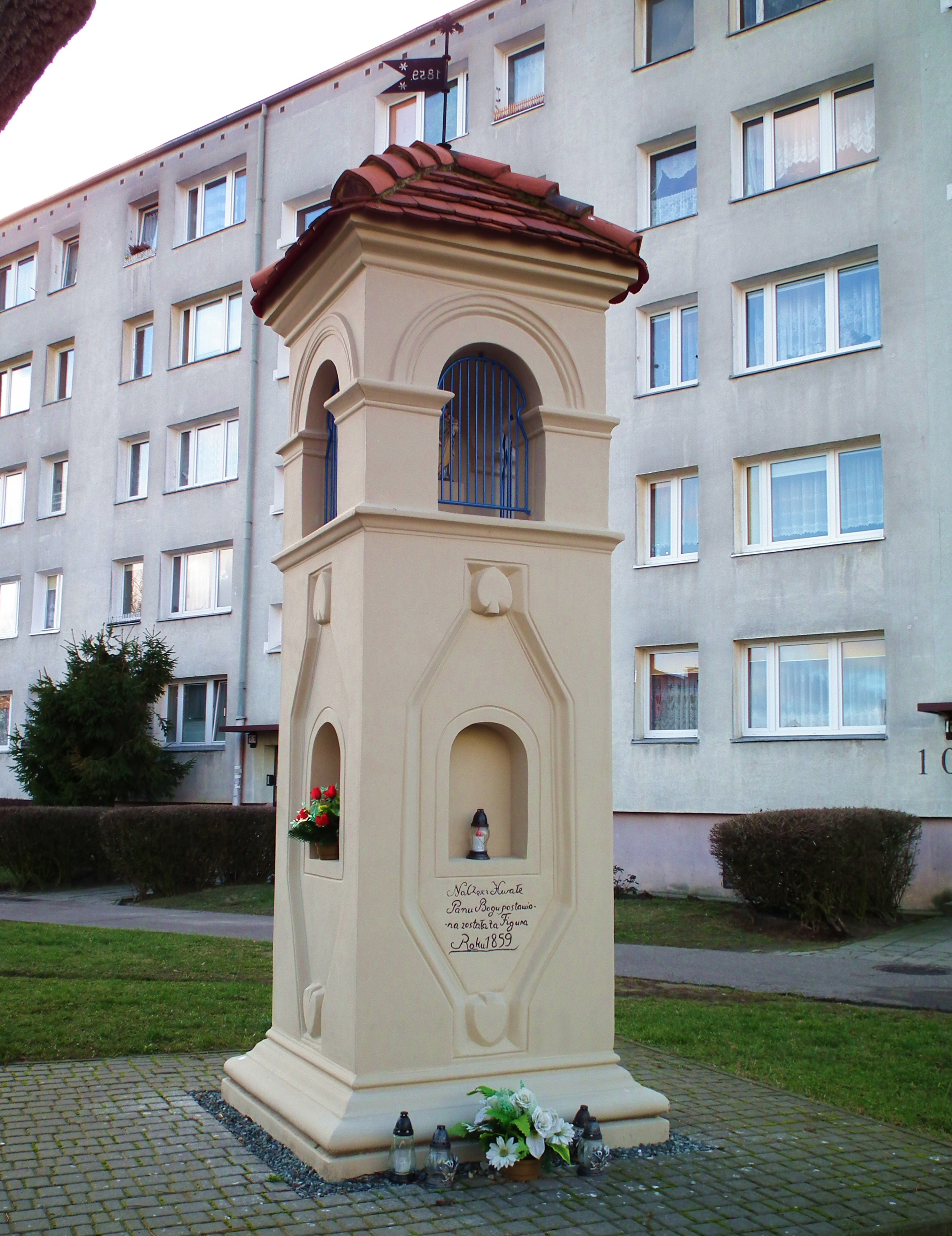
Kapliczka św. Józefa z 1859, na tym miejscu od 1979 – os. Winiary 10

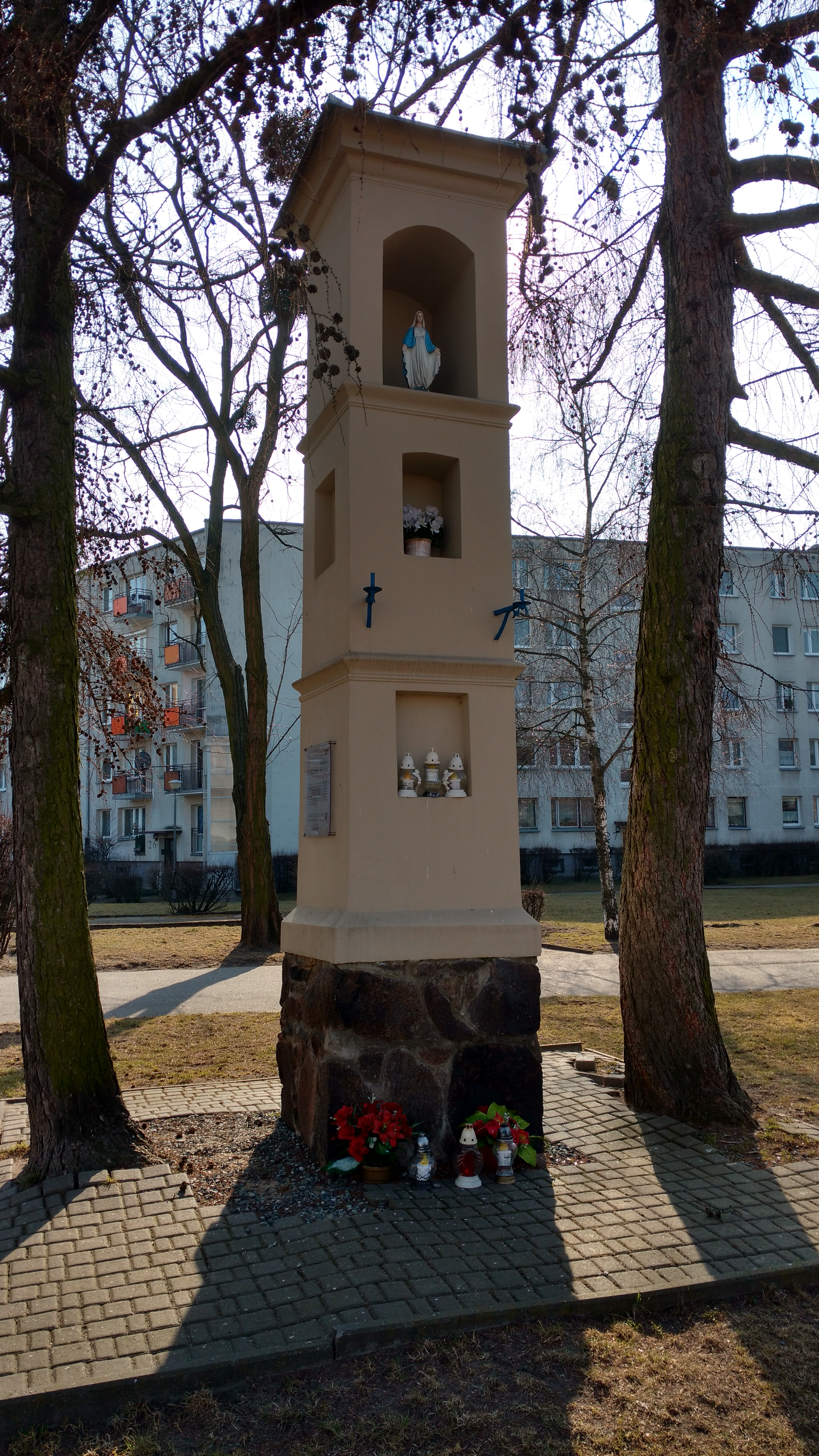
Kapliczka Matki Boskiej z 1857, wewnątrz tzw. Rogala

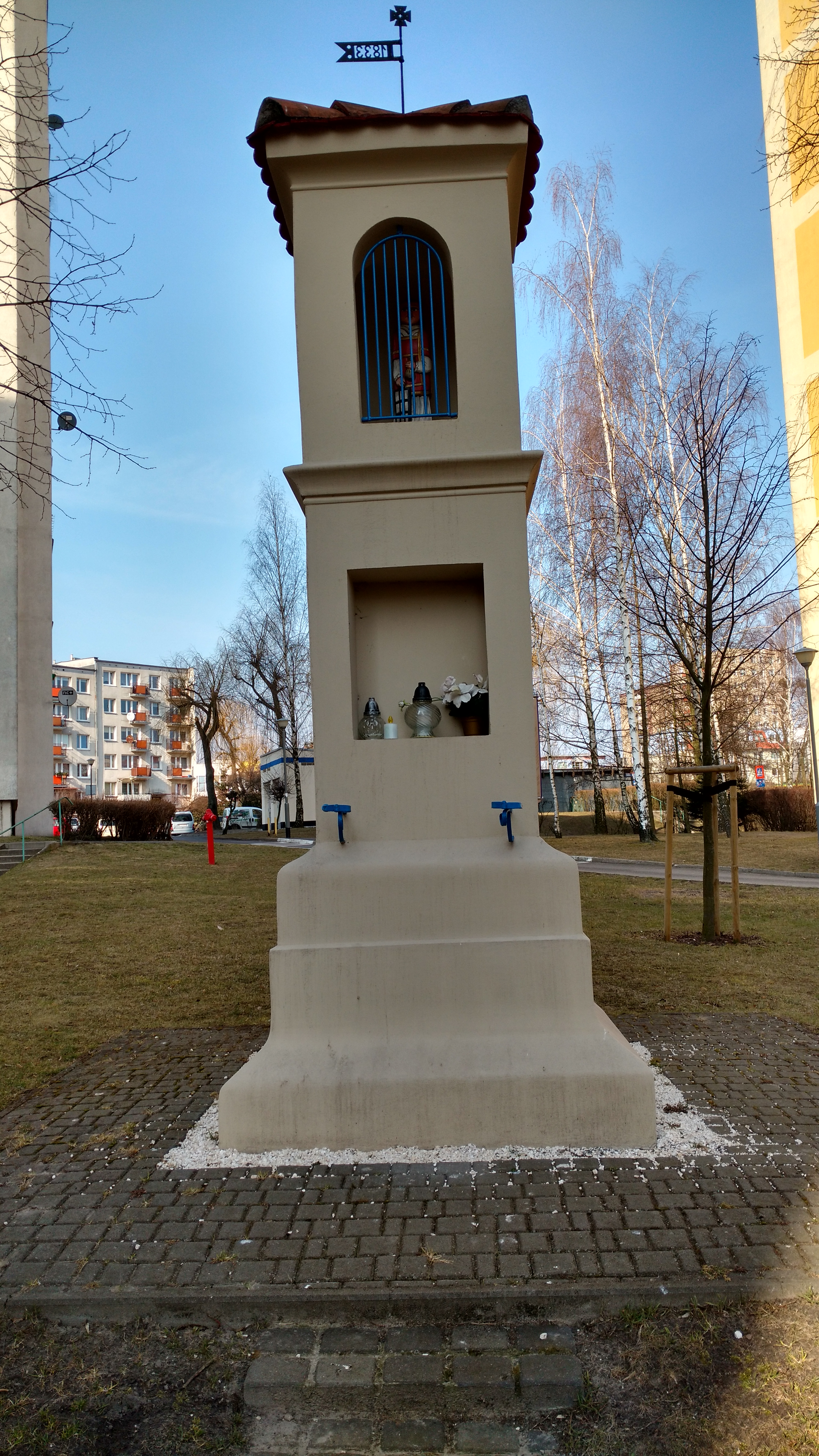
Kapliczka św. Wawrzyńca z 1833, przy blokach 7 i 9

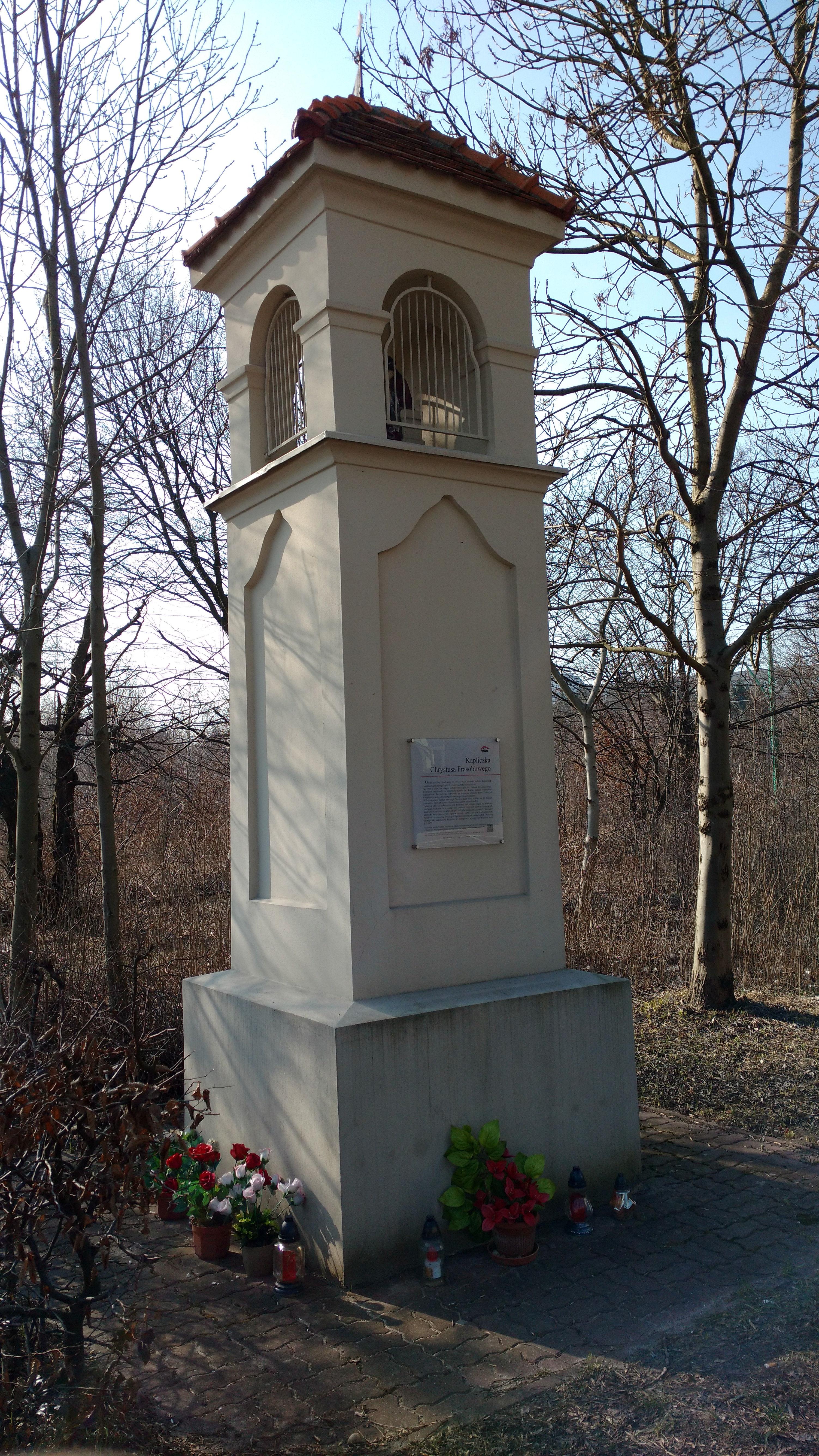
Kapliczka Chrystusa Frasobliwego z 1857 w pobliżu ul. Trójpole. W tle Szpital Wojewódzki.

Zespół kapliczek słupowych na Winiarach – zespół czterech kapliczek słupowych zlokalizowanych na Winiarach w Poznaniu, stanowiących pozostałość znacznie liczniejszego założenia.

## Geneza i historia
Dawna wieś Winiary znajdowała się kiedyś w obrębie Cytadeli Poznańskiej, na Wzgórzu Winiarskim, ale została stamtąd przeniesiona w obecne miejsce z uwagi na budowę olbrzymiego kompleksu fortecznego (od 1829). Na nowym miejscu nie zbudowano żadnego kościoła katolickiego, w związku z czym mieszkańcy wybudowali kilkanaście kapliczek przydomowych, pełniących rolę "małych kościółków", czemu sprzyjała niska zabudowa z ogrodami wzdłuż ulic. Winiary stały się częścią miasta w 1925, a z końcem lat 70. XX wieku zbudowano tu wielorodzinne Osiedle Winiary na 10.000 mieszkańców, praktycznie całkowicie niszcząc zabudowę dawnej wsi. Z charakterystycznych kaplic przydomowych ocalały tylko cztery. Od początku powstania osiedla były one doglądane i pielęgnowane przez lokalną społeczność, m.in. proboszcza kościoła św. Stanisława Kostki – Janusza Szajkowskiego, który 26 września 1982 stworzył Komitet Opieki nad Kapliczkami. W 2016 wszystkie zostały poddane renowacji i umieszczono na nich tablice informacyjne (oparte m.in. na haśle w Wikipedii).

## Forma
Wszystkie kapliczki są słupowe, jasno otynkowane, posiadają nisze na kwiaty lub obrazy, a w górnej części miejsce na figurę patrona, czasem okratowaną.

## Charakterystyka
Na zespół składają się kapliczki na Osiedlu Winiary (3 sztuki) i jedna na północ od niego.
- Kapliczka św. Wawrzyńca zbudowana w 1833 – najstarsza w zespole. Zlokalizowana między wieżowcami nr 7 i 9, dawniej przy ul. św. Stanisława 16 (ulica istnieje w formie szczątkowej, w odleglejszym fragmencie). Dawniej znajdowała się w niej polichromowana rzeźba św. Wawrzyńca, która po uszkodzeniu została przeniesiona na probostwo. Fundatorami była bamberska rodzina Remleinów. Święty cieszył się dużą popularnością wśród Bambrów. W czasie II wojny światowej figura świętego została przechowana przez wywłaszczoną rodzinę Czerniaków i następnie zwrócona. 10 sierpnia urządzano specjalne procesje do kapliczki.

Na mapach: 52°25′54,8″N 16°54′36,7″E/52,431889 16,910194
- Kapliczka Matki Bożej (dawniej św. Józefa i św. Idziego) zbudowana w 1857 z fundacji rodziny Hirschów, jest najwyższym tego typu obiektem w Poznaniu. Zlokalizowana w centrum dookolnego bloku, tzw. "rogala", jednego z najdłuższych w Poznaniu, dawniej przy ul. św. Jana 17 (obecnie, od 1925, św. Leonarda, ulica w tej części nie istnieje). Zawiera ceramiczną figurę Matki Boskiej od 1983. Do 1978 stały tutaj sosnowe figury poprzednich patronów, autorstwa bamberskiego rzeźbiarza Tadeusza Glogera (1856 i 1857).

Na mapach: 52°26′01,46″N 16°54′33,31″E/52,433739 16,909253
- Kapliczka św. Józefa zbudowana w 1859 i ustawiona przy ul. św. Leonarda, przy głównym trakcie wsi na osi wschód-zachód. W trakcie budowy osiedla przeniesiona o kilkanaście metrów na zachód, w obecne miejsce przy klatce schodowej nr 10 "rogala". Ufundowana przez rodzinę Petzoldów. Wyposażona w ceramiczną figurę św. Józefa z Dzieciątkiem Jezus (wcześniej była tu figura Najświętszego Serca Pana Jezusa, zniszczona przez nazistów). Obiekt bardziej zdobiony od pozostałych w blendy, liście i wyryty napis: Na cześć i Hwałę Panu Bogu postawiona została ta figura Roku 1859 (pisownia oryginalna). Fundatorami była bamberska rodzina Petzoldów (wraz z figurą św. Wawrzyńca – pierwszą w tej kapliczce).

Na mapach: 52°25′59,85″N 16°54′38,42″E/52,433292 16,910672
- Kapliczka Chrystusa Frasobliwego zbudowana w 1857, dawniej św. Rocha. Ufundowana przez nieznaną rodzinę bamberską. Jako jedyna położona poza Osiedlem Winiary na granicy Trójpola, między torowiskiem tramwajowym linii na Piątkowską, a ulicą Piątkowską w pobliżu ul. Trójpole (przy starym trakcie ówczesnej ul. Obornickiej). Jako jedyna ucierpiała podczas walk o Poznań w 1945, ponadto Niemcy wcześniej zniszczyli figurę św. Rocha. W 1947 obiekt odnowiono i wstawiono doń ceramiczną figurę Jezusa. Do kapliczki odbywały się uroczyste procesje przed Zielonymi Świątkami, a w dni patrona – pielgrzymki.

Na mapach: 52°26′17,07″N 16°54′40,25″E/52,438075 16,911181
Oprócz powyższych, przy ul. św. Leonarda 16 istniała kapliczka typu słupowego, częściowo wkomponowana w stojącą na tej parceli kamienicę. Napis na tablicy pamiątkowej głosił: Na cześć i chwałę Bożą postawiono tę figurę 22 września 1906. Obiekt ten został rozebrany wraz z budynkiem i nie pozostały po nim żadne ślady.